# Pointis-de-Rivière
Pointis-de-Rivière è un comune francese di 874 abitanti situato nel dipartimento dell'Alta Garonna nella regione dell'Occitania.

## Società

### Evoluzione demografica
Abitanti censiti